# Euselasia opimia
Euselasia opimia är en fjärilsart som beskrevs av Hans Ferdinand Emil Julius Stichel 1919. Euselasia opimia ingår i släktet Euselasia och familjen Riodinidae. Inga underarter finns listade i Catalogue of Life.